# 吉永浩和
吉永 浩和（よしなが ひろかず、1977年9月30日 - ）は、日本の実業家。博士（工学）。ログリー株式会社創業者・同社代表取締役社長。

## 人物・来歴
栃木県足利市出身。栃木県立足利高等学校を経て、2000年に獨協大学経済学部を卒業後、ソフトウエアマネジメント（現・CAICA）に入社。早稲田大学大学院在学中の2006年5月にログリーを設立し、代表取締役に就任。ログデータが大きな価値を持つ時代が来ると考え、大学院では分散処理を研究した。2011年、早稲田大学大学院情報生産システム研究科修了、博士（工学）。2018年5月、ログリー社の株式を東京証券取引所マザーズ市場に上場。2018年11月、クロストレックス株式会社社長を兼務。